# Pape Matar Sarr
Pape Matar Sarr (Thiaroye, 14 settembre 2002) è un calciatore senegalese, centrocampista del Tottenham e della nazionale senegalese, con cui si è laureato campione d'Africa nel 2022.

## Caratteristiche tecniche
È un centrocampista molto versatile che può agire da mezzala o da centrocampista centrale o a volte anche da difensivo con compiti di impostazione. Longilineo dotato di buona velocità e anche bravo tecnicamente, ha un buon senso della posizione e tende a verticalizzare la manovra.Al Tottenham é cresciuto molto comme giocatore e negli ultimi tempi  ha realizzato anche molti gol da lontana distanza, cosa che prima non era abituato a fare 

## Carriera

### Club
Cresciuto nel settore giovanile del Génération Foot, club partner del Metz, nel 2020 viene acquistato proprio dai francesi del Metz, con cui firma un accordo fino al 2025. Debutta in prima squadra il 29 novembre 2020 rimpiazzando Mamadou Fofana al 55' dell'incontro di Ligue 1 perso 2-0 contro il Brest. Il 31 gennaio 2021 realizza la sua prima rete in maglia granata segnando il gol del momentaneo 2-2 nel match di campionato vinto 4-2 sempre contro il Brest. Nel corso della stagione, nonostante la giovane età, riesce ad imporsi come una delle colonne del centrocampo del Metz, risultando a fine stagione uno dei migliori giocatori della squadra.
Proprio alla luce delle sue ottime prestazioni, nell'estate del 2021 Sarr è al centro dell'interesse di vari club di Premier League, - Chelsea, Manchester United e Manchester City - trasferendosi infine al Tottenham il 27 agosto 2021, in cambio di 20 milioni di euro più bonus, cifra che fa di lui la cessione più onerosa della storia granata, battendo il precedente record di Ismaïla Sarr. Sulla base dell'accordo tra Metz e Tottenham, Sarr rimane nel club francese fino al termine della stagione.

### Nazionale
Nel 2019 con il Senegal Under-17 prende parte alla Coppa delle Nazioni Africane, dove non riesce a superare la fase a gironi ed al campionato mondiale di categoria, dove realizza tre reti in altrettanti match giocati.
Il 17 marzo 2021 riceve la prima convocazione con la nazionale maggiore in vista del doppio impegno contro la Rep. del Congo ed eSwatini valido per le qualificazioni alla Coppa d'Africa 2021; debutta il 26 marzo giocando da titolare l'incontro pareggiato 0-0 contro la Rep. del Congo.
Il 18 novembre 2023 realizza il suo primo gol per la selezione senegalese nel successo per 4-0 contro il Sudan del Sud.

## Statistiche

### Presenze e reti nei club
Statistiche aggiornate al 20 maggio 2025.
| Stagione         | Squadra          | Campionato       | Campionato | Campionato | Coppe nazionali | Coppe nazionali | Coppe nazionali | Coppe continentali | Coppe continentali | Coppe continentali | Altre coppe | Altre coppe | Altre coppe | Totale | Totale | Totale |
| Stagione         | Squadra          | Comp             | Pres       | Reti       | Comp            | Pres            | Reti            | Comp               | Pres               | Reti               | Comp        | Pres        | Reti        | Pres   | Reti   |        |
| ---------------- | ---------------- | ---------------- | ---------- | ---------- | --------------- | --------------- | --------------- | ------------------ | ------------------ | ------------------ | ----------- | ----------- | ----------- | ------ | ------ | ------ |
| 2020-2021        | Metz 2           | N2               | 1          | 0          | -               | -               | -               | -                  | -                  | -                  | -           | -           | -           | 1      | 0      |        |
| 2020-2021        | Metz             | L1               | 22         | 3          | CF              | 3               | 1               | -                  | -                  | -                  | -           | -           | -           | 25     | 4      |        |
| 2021-2022        | Metz             | L1               | 33         | 1          | CF              | 1               | 0               | -                  | -                  | -                  | -           | -           | -           | 34     | 1      |        |
| Totale Metz      | Totale Metz      | Totale Metz      | 55         | 4          |                 | 4               | 1               |                    | -                  | -                  |             | -           | -           | 59     | 5      |        |
| 2022-2023        | Tottenham        | PL               | 11         | 0          | FACup+CdL       | 2+0             | 0               | UCL                | 1                  | 0                  | -           | -           | -           | 14     | 0      |        |
| 2023-2024        | Tottenham        | PL               | 34         | 3          | FACup+CdL       | 0+1             | 0               | -                  | -                  | -                  | -           | -           | -           | 35     | 3      |        |
| 2024-2025        | Tottenham        | PL               | 35         | 3          | FACup+CdL       | 2+4             | 0+1             | UEL                | 13                 | 2                  | -           | -           | -           | 54     | 6      |        |
| Totale Tottenham | Totale Tottenham | Totale Tottenham | 80         | 6          |                 | 9               | 1               |                    | 14                 | 2                  |             |             |             | 103    | 9      |        |
| Totale carriera  | Totale carriera  | Totale carriera  | 136        | 10         |                 | 13              | 2               |                    | 14                 | 2                  |             | -           | -           | 163    | 14     |        |

### Cronologia presenze e reti in nazionale
| Cronologia completa delle presenze e delle reti in nazionale ― Senegal | Cronologia completa delle presenze e delle reti in nazionale ― Senegal | Cronologia completa delle presenze e delle reti in nazionale ― Senegal | Cronologia completa delle presenze e delle reti in nazionale ― Senegal | Cronologia completa delle presenze e delle reti in nazionale ― Senegal | Cronologia completa delle presenze e delle reti in nazionale ― Senegal | Cronologia completa delle presenze e delle reti in nazionale ― Senegal | Cronologia completa delle presenze e delle reti in nazionale ― Senegal |
| Data                                                                   | Città                                                                  | In casa                                                                | Risultato                                                              | Ospiti                                                                 | Competizione                                                           | Reti                                                                   | Note                                                                   |
| ---------------------------------------------------------------------- | ---------------------------------------------------------------------- | ---------------------------------------------------------------------- | ---------------------------------------------------------------------- | ---------------------------------------------------------------------- | ---------------------------------------------------------------------- | ---------------------------------------------------------------------- | ---------------------------------------------------------------------- |
| 26-3-2021                                                              | Brazzaville                                                            | Rep. del Congo                                                         | 0 – 0                                                                  | Senegal                                                                | Qual. Coppa d'Africa 2021                                              | -                                                                      | 79’                                                                    |
| 8-6-2021                                                               | Thiès                                                                  | Senegal                                                                | 2 – 0                                                                  | Capo Verde                                                             | Amichevole                                                             | -                                                                      | 71’                                                                    |
| 1-9-2021                                                               | Thiès                                                                  | Senegal                                                                | 2 – 0                                                                  | Togo                                                                   | Qual. Mondiali 2022                                                    | -                                                                      | 73’                                                                    |
| 14-11-2021                                                             | Thiès                                                                  | Senegal                                                                | 2 – 0                                                                  | Rep. del Congo                                                         | Qual. Mondiali 2022                                                    | -                                                                      | 77’                                                                    |
| 2-2-2022                                                               | Yaoundé                                                                | Burkina Faso                                                           | 1 – 3                                                                  | Senegal                                                                | Coppa d'Africa 2021 - Semifinale                                       | -                                                                      | 78’                                                                    |
| 29-3-2022                                                              | Dakar                                                                  | Senegal                                                                | 1 – 0 dts (3 – 1 dtr)                                                  | Egitto                                                                 | Qual. Mondiali 2022                                                    | -                                                                      | 114’                                                                   |
| 4-6-2022                                                               | Diamniadio                                                             | Senegal                                                                | 3 – 1                                                                  | Benin                                                                  | Qual. Coppa d'Africa 2023                                              | -                                                                      |                                                                        |
| 7-6-2022                                                               | Kigali                                                                 | Ruanda                                                                 | 0 – 1                                                                  | Senegal                                                                | Qual. Coppa d'Africa 2023                                              | -                                                                      | 58’                                                                    |
| 24-9-2022                                                              | Orléans                                                                | Bolivia                                                                | 0 – 2                                                                  | Senegal                                                                | Amichevole                                                             | -                                                                      |                                                                        |
| 27-9-2022                                                              | Maria Enzersdorf                                                       | Senegal                                                                | 1 – 1                                                                  | Iran                                                                   | Amichevole                                                             | -                                                                      | 76’                                                                    |
| 25-11-2022                                                             | Doha                                                                   | Qatar                                                                  | 1 – 3                                                                  | Senegal                                                                | Mondiali 2022 - 1º turno                                               | -                                                                      | 77’                                                                    |
| 4-12-2022                                                              | Al Khor                                                                | Inghilterra                                                            | 3 – 0                                                                  | Senegal                                                                | Mondiali 2022 - Ottavi di finale                                       | -                                                                      | 46’                                                                    |
| 24-3-2023                                                              | Diamniadio                                                             | Senegal                                                                | 5 – 1                                                                  | Mozambico                                                              | Qual. Coppa d'Africa 2023                                              | -                                                                      | 31’ 65’                                                                |
| 28-3-2023                                                              | Maputo                                                                 | Mozambico                                                              | 0 – 1                                                                  | Senegal                                                                | Qual. Coppa d'Africa 2023                                              | -                                                                      | 64’                                                                    |
| 12-9-2023                                                              | Dakar                                                                  | Senegal                                                                | 0 – 1                                                                  | Algeria                                                                | Amichevole                                                             | -                                                                      | 70’                                                                    |
| 16-10-2023                                                             | Lens                                                                   | Senegal                                                                | 1 – 0                                                                  | Camerun                                                                | Amichevole                                                             | -                                                                      | 69’                                                                    |
| 18-11-2023                                                             | Diamniadio                                                             | Senegal                                                                | 4 – 0                                                                  | Sudan del Sud                                                          | Qual. Mondiali 2026                                                    | 1                                                                      | 63’                                                                    |
| 21-11-2023                                                             | Lomé                                                                   | Togo                                                                   | 0 – 0                                                                  | Senegal                                                                | Qual. Mondiali 2026                                                    | -                                                                      | 74’                                                                    |
| 19-1-2024                                                              | Yamoussoukro                                                           | Senegal                                                                | 3 – 1                                                                  | Camerun                                                                | Coppa d'Africa 2023 - 1º turno                                         | -                                                                      | 74’                                                                    |
| 23-1-2024                                                              | Yamoussoukro                                                           | Guinea                                                                 | 0 – 2                                                                  | Senegal                                                                | Coppa d'Africa 2023 - 1º turno                                         | -                                                                      | 72’                                                                    |
| 29-1-2024                                                              | Yamoussoukro                                                           | Senegal                                                                | 1 – 1 dts (4 - 5 dtr)                                                  | Costa d'Avorio                                                         | Coppa d'Africa 2023 - Ottavi di finale                                 | -                                                                      |                                                                        |
| 22-3-2024                                                              | Amiens                                                                 | Senegal                                                                | 3 – 0                                                                  | Gabon                                                                  | Amichevole                                                             | -                                                                      | 73’                                                                    |
| 6-6-2024                                                               | Diamniadio                                                             | Senegal                                                                | 1 – 1                                                                  | RD del Congo                                                           | Qual. Mondiali 2026                                                    | -                                                                      | 90’                                                                    |
| 9-6-2024                                                               | Nouakchott                                                             | Mauritania                                                             | 0 – 1                                                                  | Senegal                                                                | Qual. Mondiali 2026                                                    | -                                                                      |                                                                        |
| 6-9-2024                                                               | Diamniadio                                                             | Senegal                                                                | 1 – 1                                                                  | Burkina Faso                                                           | Qual. Coppa d'Africa 2025                                              | -                                                                      | 68’                                                                    |
| 9-9-2024                                                               | Bujumbura                                                              | Burundi                                                                | 0 – 1                                                                  | Senegal                                                                | Qual. Coppa d'Africa 2025                                              | -                                                                      | 90+2’                                                                  |
| 15-10-2024                                                             | Lilongwe                                                               | Malawi                                                                 | 0 – 1                                                                  | Senegal                                                                | Qual. Coppa d'Africa 2025                                              | -                                                                      |                                                                        |
| 14-11-2024                                                             | Bamako                                                                 | Burkina Faso                                                           | 0 – 1                                                                  | Senegal                                                                | Qual. Coppa d'Africa 2025                                              | -                                                                      | 88’                                                                    |
| 19-11-2024                                                             | Dakar                                                                  | Senegal                                                                | 2 – 0                                                                  | Burundi                                                                | Qual. Coppa d'Africa 2025                                              | -                                                                      | 87’                                                                    |
| 22-3-2025                                                              | Bengasi                                                                | Sudan                                                                  | 0 – 0                                                                  | Senegal                                                                | Qual. Mondiali 2026                                                    | -                                                                      | 46’                                                                    |
| 25-3-2025                                                              | Dakar                                                                  | Senegal                                                                | 2 – 0                                                                  | Togo                                                                   | Qual. Mondiali 2026                                                    | 1                                                                      |                                                                        |
| Totale                                                                 |                                                                        | Presenze                                                               | 31                                                                     |                                                                        | Reti                                                                   | 2                                                                      |                                                                        |

| Cronologia completa delle presenze e delle reti in nazionale ― Senegal under 17 | Cronologia completa delle presenze e delle reti in nazionale ― Senegal under 17 | Cronologia completa delle presenze e delle reti in nazionale ― Senegal under 17 | Cronologia completa delle presenze e delle reti in nazionale ― Senegal under 17 | Cronologia completa delle presenze e delle reti in nazionale ― Senegal under 17 | Cronologia completa delle presenze e delle reti in nazionale ― Senegal under 17 | Cronologia completa delle presenze e delle reti in nazionale ― Senegal under 17 | Cronologia completa delle presenze e delle reti in nazionale ― Senegal under 17 |
| Data                                                                            | Città                                                                           | In casa                                                                         | Risultato                                                                       | Ospiti                                                                          | Competizione                                                                    | Reti                                                                            | Note                                                                            |
| ------------------------------------------------------------------------------- | ------------------------------------------------------------------------------- | ------------------------------------------------------------------------------- | ------------------------------------------------------------------------------- | ------------------------------------------------------------------------------- | ------------------------------------------------------------------------------- | ------------------------------------------------------------------------------- | ------------------------------------------------------------------------------- |
| 15-4-2019                                                                       | Mbagala                                                                         | Marocco under 17                                                                | 1 – 1                                                                           | Senegal under 17                                                                | Coppa d'Africa Under-17 2019 - 1º turno                                         | -                                                                               |                                                                                 |
| 18-4-2019                                                                       | Mbagala                                                                         | Senegal under 17                                                                | 1 – 2                                                                           | Guinea under 17                                                                 | Coppa d'Africa Under-17 2019 - 1º turno                                         | -                                                                               |                                                                                 |
| 21-4-2019                                                                       | Mbagala                                                                         | Camerun under 17                                                                | 0 – 0                                                                           | Senegal under 17                                                                | Coppa d'Africa Under-17 2019 - 1º turno                                         | -                                                                               |                                                                                 |
| 27-10-2019                                                                      | Cariacica                                                                       | Stati Uniti under 17                                                            | 1 – 4                                                                           | Senegal under 17                                                                | Mondiali Under-17 2019 - 1º turno                                               | 1                                                                               | 68’                                                                             |
| 30-10-2019                                                                      | Cariacica                                                                       | Paesi Bassi under 17                                                            | 1 – 3                                                                           | Senegal under 17                                                                | Mondiali Under-17 2019 - 1º turno                                               | 2                                                                               |                                                                                 |
| 6-11-2019                                                                       | Goiânia                                                                         | Spagna under 17                                                                 | 2 – 1                                                                           | Senegal under 17                                                                | Mondiali Under-17 2019 - Ottavi di finale                                       | -                                                                               |                                                                                 |
| Totale                                                                          |                                                                                 | Presenze                                                                        | 6                                                                               |                                                                                 | Reti                                                                            | 3                                                                               |                                                                                 |

## Palmarès

### Club

#### Competizioni internazionali
- UEFA Europa League: 1

Tottenham Hotspur: 2024-2025

### Nazionale
- Coppa d'Africa: 1

Camerun 2021